# دوس (قبيلة)
قبيلة دوس: قبيلة عربية شهيرة، من الأزد. في المصادر العربية، يروى أن أسرة دوس انتقلت مع غيرها من الأسر الأزدية من مأرب، قبيل أو بعد فيضان سد مأرب في القرن الثاني الميلادي تقريبًا،واستوطنت السراة وأغوارها، وفي ذلك قال ابن الكلبي:«كانت منازلهم خثعم بجبال السراة، وما والاها جبل يقال له: شن، وجبل يقال له: بارق، وجبال معهما. حتى مرت بهم الأزد في مسيرها من أرض سبأ، وتفرقها في البلاد، فقاتلوهم فأنزلوهم من جبالهم، وأجلوهم، عن منازلهم، ونزلتها أزد شنوءة، غامد، وبارق، ودوس، وتلك القبائل من الأزد، فظهر الاسلام، وهم أهلها، وسكانها». ويزعم الإخباريون أن مالك بن فهم من دوس، أرتحل إلى العراق فملكها، قال ابن قتيبة: «مالك بن فهم بن غنم بن دوس من الأزد، وكان قد خرج من اليمن مع عمرو بن عامر مزيقياء، حين أحسوا بسيل العرم. فلما صارت الأزد إلى مكة، وغلبوا جرهم على ولاية البيت، أقاموا زمانا ثم خرجوا، إلا خزاعة، فإنّها أقامت على ولاية البيت، فصار مالك بن فهم إلى العراق، فأقام ملكا على العراق عشرين سنة، ثم هلك، وملك ابنه جذيمة بن مالك الأبرش».

## دوس في النقوش الآثارية
ورد اسم "دوسم" في النقوش العربية الجنوبية كاسم علم فرد، أكثر من 15 مرة، ويحتمل اسم "دوسم" كان يلفظ  "دواس" أو "دويس" أو "دوس" لغياب حروف اللين من المسند. لكن حتى الآن لا يوجد نص يمكن ربطه بدوس القبيلة العربية الشهيرة. كان يعتقد مطهر الأرياني أن دوسم الواردة في بعض النقوش من أواخر القرن الثاني الميلادي، قد تعود إلى دوس، والنقشان عثر عليهما نقشان مسندية في مأرب ونشق من نفس الفترة تقريباً، وافترض الأرياني احتمال أنها لدوس القبيلة الشهيرة في الإسلام،النقش الأول من عهد وهب إل يحز نحو سنة 165م، وهو لـ رب أوام وابنه "يشرح إيل" و"رباب" أبناء رجل يدعى "دوس"، قدموا صنم ذهبي يحمدوا فيه الإله "المقه" في معبد أوام، والنقش الثاني من عهد أنمار يهأمن نحو سنة 180م، وهو لرجلين من أسرة دوس قدما صنم يحمدوا فيه الإله "المقه" في نشق.لكن لاحقاً صار من الواضح، أن هذا غير صحيح، حيث أكتشف من الفترة نفسها بشكل مؤكد (أسلوب الكتابة) أن "دوسم" الملقب "يكهل" الذي تنتمي له تلك الأسرة هو من بني معاهر الردمانية،تلك الأسرة التي ينتمي لها الملوك وهب إل يحز و أنمار يهأمن بن وهب إل يحز، وهم ملوك من أسرة معاهر من قبيلة ردمان التي حالفت  قبائل حوض صنعاء بين بداية القرن الثاني الميلادي -ومنتصف القرن الثالث الميلادي تقريباً. الجدير بالذكر هنا، أن هذه الأسرة المؤلفة من أب وأولاده وأحفاده تختفي مع تراجع الدور السياسي لذو معاهر (مع أسرة وهب إل يحز) بعد أن تدهورت إمارة ردمان، وتراجع دور حلف ردمان مع قبائل حوض صنعاء (اتحاد سمعي، وبكيل، وغيمان، وسمهرم من ذماري، ومأذن) أمام قبيلة حمير. كما لوحظ أن تلك الأسرة وغيرها من بني ردمان وبتع وآخرين، قد حظيوا بإقطاعات من قبل وهب إل يحز في نشق وصرواح، ولكن على ما يبدو قد فقدوها بعد عودة بني ذي ريدان إلى عرش مملكة سبأ.
كما افترض بعض الباحثين أن ذو-دوسم في النقش الحضرمي (Ja 2878) ربما يعود إلى رجل من قبيلة دوس الأزدية، والمؤرخ من القرن الثاني الميلادي، وقد جاء فيه الآتي: «ثعدئيل بن أسرك ذو دوسم والي/عقب الملك بإرض سأكلن». لكن  من المؤكد، أن هذا غير صحيح، حيث أن هناك النقش (RES 2687) والمؤرخ بحوالي 25 قبل الميلاد في عهد الملك "يشهر إيل" المؤكد معاصرته للحملة الرومانية، وهو يشير إلى رجل من ولاة حضرموت الأرستقراطيين يدعى "دوسم بن ظربن"، وهو دون أدنى شك من أجداد الوالي "تعدئيل بن أسرك". ومما ينفي تلك الفرضيات أنه عثر على نقوش تذكر أفراد أزديون (التي تنتمي دوس إليهم) في النقوش العربية الجنوبية، بأسماء: "كعب" و"حارث" و"مالك" "وعمر" "وعوف"؛ ومن المستحيل أن يكون لديهم أسماء عربية جنوبية وفق الأدلة المتوفرة.

## نسب القبيلة
أختلف النسابة في سرد نسب دوس على أقوال، منها:
- دوس بن عدثان بن عبد الله بن زهران بن كعب بن الحارث بن كعب بن عبد الله بن مالك بن نصر بن الأزد، وهو قول ابن الكلبي وطائفة.[9][10][11][12][13]
- دوس بن عدثان بن عبد الله بن نصر بن زهران بن كعب بن الحارث بن كعب بن عبد الله بن مالك بن نصر بن الأزد، وهو قول ابن الكلبي في أحد روايته، وأيضاً قول الطبري وأبو العباس النجاشي.[14][15][15][16]
- دوس بن عدثان بن عبد الله بن حمي، وهو عبد الله الأكبر بن نصر بن زهران بن كعب بن الحارث بن كعب بن عبد الله بن مالك بن نصر بن الأزد، وهو قول حكاه أبو المنذر الصحاري.[17]
- دوس بن عبد الله بن عدثان بن عبيد الله بن زهران بن كعب بن الحارث بن كعب بن عبد الله بن مالك بن نصر بن الأزد، وهو قول أبو الفرج الأصفهاني.[18]
- دوس بن عدوان بن عمرو بن قيس عيلان بن مضر بن نزار بن معد بن عدنان، وهو قول حكاه ابن الكلبي.[19]

### قبائل دوس
على قول بأن دوس من الأزد، دوس بطن عظيم من أزد شنوءة، وأولد دوس ابنان هما غنم ومنهب، وإلى هذا الرجلان تنسب إليهم أربعة قبائل معاصرة من دوس تسكن منطقة الباحة، وهي:
- قبيلة بني منهب: وهم بنو منهب بن دوس.[21]
- قبيلة بني منهب العياش: وهم بنو منهب بن دوس، وسموا منهب العياش بمساكنهم.[22]
- قبيلة فهم: وهم بنو فهم بن غنم بن دوس.[23]
- قبيلة بني علي: إحدى قبائل دوس.[24]

## نبذة
كان لبني دوس مكانة كبيرة في قبائل العرب في العصر الجاهلي. ولما جاء الإسلام، دخل منهم أفراد فيه في وقت مبكر، ومنهم الطفيل بن عمرو الدوسي وأسلم في أوائل البعثة النبوية، وذكر الواقدي وابن إسحاق أن الطفيل قال:«يا نبيّ الله إني امرؤ مطاعٌ في قومي وأنا راجع إليهم إلى الإسلام فادْعُ الله أن يكون لي عونًا عليهم فيما أدعوهم إليه. فقال رسول الله: اللهم اجعل له آية».ولما عاد الطفيل من مكة إلى دوس، أخذ يدعوا إلى الإسلام، فأسلم أبوه عمرو بن طفيل وزوجته، ولم يؤمن به إلا أسرته، وبعض صحبة، فشد الرحال إلى رسول الله بمكة، وأخبره بإعراض دوس، فرفع رسول الله يده، وقال: «اللهم أهد دوسا وائت بهم». فأسلموا الواحد تلو الآخر، منهم جندب بن عمرو بن حممة، وأبي هريرة. وبقت دوس على الإسلام حتى أتاهم نبأ صلح الحديبية وتأمين الطريق بين بلادهم والمدينة المنورة وعدم تعرض قريش لمن يريد اللحاق بالرسول، فأنطلق الطفيل وأبو هريرة بثمانين رجلا من قومه على النبي في أواخر ذي الحجة سنة 6 هـ، ووصلوا المدينة ورسول الله بخيبر محرم 7 هـ، وفي ذلك يقول الطفيل: «فلم أزل بأرض دوسٍ أدْعوها حتى هاجر رسول الله ﷺ، إلى المدينة، ومضى بدر وأحُد والخندق، ثمّ قدمتُ على رسول الله ﷺ، بمَن أسلم من قومي، ورسول الله ﷺ بخَيبر حتى نزلتُ المدينة بسبعين أو ثمانين بيتًا من دوس، ثمّ لحقْنا رسول الله ﷺ بخيبر، فأسهم لنا، وقلنا يا رسول الله اجعلنا ميمنتك واجعل شعارنا مبرورا، ففعل».
وكان لبني دوس علم بالرماية بالمنجنيق ومهاجمة الحصون في حماية الدبابات. وكان الطفيل قد بقى مع النبي منذ غزا خيبر؛ وقدم معه في فتح مكة،وعندما سار النبي الطائف أرسله إلى الأزد يستنصرهم؛ فجاء بأربعمائة رجل من الأزد ومعهم أدواتهم؛ فبلغوا الطائف بعد أربعة أيام من حصار المسلمين إياها. ورمى المسلمون الطائف بالمنجنيق وبعثوا إليها دبابات دخل تحتها نفر منهم ثم زحفوا بها إلى جدار الطائف ليخرقوه، ولكن رجال الطائف كانوا من المهارة بحيث أكرهوا هؤلاء على أن يلوذوا بالفرار. فقد أحموا قطعاً من الحديد بالنار، حتى إذا انصهرت ألقوها على الدبابات فحرقتها، ففر جنود المسلمين من تحتها خيفة أن يحترقوا.
شاركت دوس في قتال المرتدّين، وقتل سيدهم الطفيل بن عمرو الدوسي في معركة اليمامة. ولما استنفر أبو بكر الصديق العرب للانضمام إلى الجيوش الموجهة إلى فتوح الشام، كانت دوس في مقدمة الأزد، وفي ذلك قال أبو إسماعيل الأزدي:«جاءت الأزد في عدد كثير وجمع عظيم، فيهم: جندب بن عمرو بن حممة الدوسي، وفيهم أبو هريرة الدوسي»، فشهدوا كل فتوح الشام في عهد أبي بكر وعمر بن الخطاب. شاركت دوس في معركة الجمل مع عائشة بنت أبي بكر، وأبدوا بسالة في القتال، وكان منهم كعب بن سور،وقد قتل كعب وبنوه وهم يحمون جمل عائشة ويمسكون خطامه.واشتركت دوس في فتح الأندلس، وسكنت مختلطةً مع غيرها، قال ابن حزم: «دار دوس بالأندلس: تدمير. منهم: بنو شاهر بن زرعة، وبنو هارون ابن زرعة».

## شخصيات
- الطفيل بن عمرو الدوسي: صحابي قديم الإسلام، من الأشراف في الجاهلية والإسلام. كان شاعرا، غنيا، كثير الضيافة، مطاعا في قومه. استشهد في معركة اليمامة.
- أبو هريرة: صحابي، كان أكثر الصحابة حفظا للحديث ورواية له. نشأ يتيما ضعيفا في الجاهلية، وقدم المدينة ورسول الله صلى الله عليه وسلم بخيبر، ولزم صحبة النبي. وولي إمرة المدينة مدة. ولما صارت الخلافة إلى عمر استعمله على البحرين. وكان أكثر مقامه في المدينة وتوفي فيها.
- مالك بن فهم: أول من ملك على العرب بأرض الحيرة. هاجر من اليمن بعد سيل العرم في جماعة من قومه، فنزل بالعراق وابتنى بستانا في موقع الحيرة وامتدت أيدي رجاله بحكم تلك الانحاء فلم يكن عليها سلطان غير سلطانه. وعاش فيها نحو عشرين سنة، وقتله سلمة بن مالك غيلة.
- جذيمه الابرش: ثاني ملوك الدولة التنوخية في العراق بعد أبيه مالك بن فهم. اجتمع له ملك ما بين الحيرة والأنبار والرقة وعين التمر والقطقطانية وبقة وهيت، وأطراف البر إلى العمير ويبرين، وما وراء ذلك. وهو أول من غزا بالجيوش المنظمة، وأول من عملت له المجانيق للحرب من ملوك العرب. طمح إلى امتلاك مشارف الشام وأرض الجزيرة، فغزاها وحارب ملكها عمرو ابن الظرب - أبا الزباء وهي زنوبيا فقتله وانتهب بلاده، وانصرف. فجمعت الزباء الجند في تدمر، واستعدت، ثم راسلت جذيمة وعرضت عليه نفسها زوجة، فجاءها في جمع قليل، فقتلته بثأر أبيها.
- جماز بن مالك بن فهم: وفي مزاعم الإخباريون كان ملكا على نجد.
- أم عمرو بنت جندب: زوجة الخليفة عثمان بن عفان، وأم أبنائه عمرو وأبان.
- عمرو بن حممة: أحد المعمرين، من حكام العرب في الجاهلية، أدرك ابن حممة عصر النبوة ووفد على النبي صلى الله عليه وسلم، وقيل أنه مات قبل الإسلام.
- سليمة بن مالك: ابن مالك بن فهم، ويذكر أنه خرج على إثر ذلك إلى أرض فارس بعد قتله لأبيه، وكان متخوفا من أخيه معن بن مالك، فنزل جاشك.